# Ч
Che hay Cha, Chu (Ч ч; dạng in nghiêng: Ч ч) là một chữ cái thuộc hệ chữ cái Kirin.

## Hình thức
Chữ Che (Ч ч) giống chữ H viết thường lộn ngược trong tiếng Latinh, cũng như giống chữ số 4, đặc biệt ở dạng số hoặc dạng mở.

## Lịch sử
Trong hệ thống chữ cái Kirin cổ, Ч tên là чрьвь (črĭvĭ), có nghĩa là "sâu".
Trong hệ thống chữ cái Kirin, Ч có giá trị là 90.

## Mã máy tính
| Kí tự               | Ч                           | Ч                           | ч                         | ч                         |
| ------------------- | --------------------------- | --------------------------- | ------------------------- | ------------------------- |
| Tên Unicode         | CYRILLIC CAPITAL LETTER CHE | CYRILLIC CAPITAL LETTER CHE | CYRILLIC SMALL LETTER CHE | CYRILLIC SMALL LETTER CHE |
| Mã hóa ký tự        | decimal                     | hex                         | decimal                   | hex                       |
| Unicode             | 1063                        | U+0427                      | 1095                      | U+0447                    |
| UTF-8               | 208 167                     | D0 A7                       | 209 135                   | D1 87                     |
| Tham chiếu ký tự số | &#1063;                     | &#x427;                     | &#1095;                   | &#x447;                   |
| KOI8-R and KOI8-U   | 254                         | FE                          | 222                       | DE                        |
| Code page 855       | 252                         | FC                          | 251                       | FB                        |
| Code page 866       | 151                         | 97                          | 231                       | E7                        |
| Windows-1251        | 215                         | D7                          | 247                       | F7                        |
| ISO-8859-5          | 199                         | C7                          | 231                       | E7                        |
| Macintosh Cyrillic  | 151                         | 97                          | 247                       | F7                        |